# Kiki van Deursen
 (janvier 2019).
Si vous disposez d'ouvrages ou d'articles de référence ou si vous connaissez des sites web de qualité traitant du thème abordé ici, merci de compléter l'article en donnant les références utiles à sa vérifiabilité et en les liant à la section « Notes et références ».
Kiki van Deursen, née le 12 avril 1985 à Amsterdam,, est une actrice et chanteuse néerlandaise.

## Filmographie

### Cinéma
- 2012 : Making Of : Iris
- 2012 : Closing Time : Claire
- 2012 : The Pinto Edition : Ingrid
- 2012 : Doodslag (nl) : La petite amie de Judith
- 2015 : Ik geloof dat ik gelukkig ben : Lotte
- 2015 : Homies (nl) : Saartje
- 2017 : Bella Donna's : Amy

### Téléfilms
- 2011 : Seinpost Den Haag (nl) : Mathilde
- 2011 : Van God Los (nl) : Kim
- 2013 : Moordvrouw : Sophie van Lier
- 2014-2018 : Force (nl) : Maartje van Vught
- 2014 : A'dam - E.V.A. II : Alma Schuller
- 2015 : De Affaire : Dana Lievens
- 2016 : All-in Kitchen (nl) : Valerie Koper
- 2016 : Heer & Meester (nl) : Jessica Booij

## Théâtre

### Pièces et comédies musicales
- 2001 : Hans en Grietje
- 2004 : De club van lelijke kinderen
- 2005 : Jubileumshow
- 2010 : Otje muzikale familievoorstelling
- 2010 : Look Closer
- 2011 : Spuiten en Slikken in het theater
- 2012 : White World
- 2013 : NINETIES Live Your Life Like A Rave Machine
- 2013 : Celebrity Takedown
- 2014 : LiefdesbiechtNacht
- 2015 : Man Don’t Break
- 2016 : Winnen is Belangrijker dan Meedoen
- 2018 : All stars de musical